# Rudolf Kölbl
Rudolf Kölbl (Unterschleißheim, 11 giugno 1937 – Unterschleißheim, 29 aprile 2024) è stato un calciatore tedesco, di ruolo attaccante.

## Biografia
Iniziò a giocare in patria nel Kickers Stoccarda, per passare poi nel 1961 al Padova, in Italia, con cui il 3 settembre 1961, seconda giornata del campionato di Serie A, segnò una doppietta con cui la sua squadra batté in casa la Juventus per 2-1.
Nel 1964 approdò al Genoa e nel 1967, dopo quasi un anno d'inattività, si trasferì negli Stati Uniti d'America per giocare due stagioni con i St. Louis Stars. Con gli Stars ottenne il secondo posto della Western Division della NPSL, non qualificandosi per la finale della competizione.
Nel 1969 tornò in Germania Ovest per militare nel Monaco 1860.